# Therese Staufenau

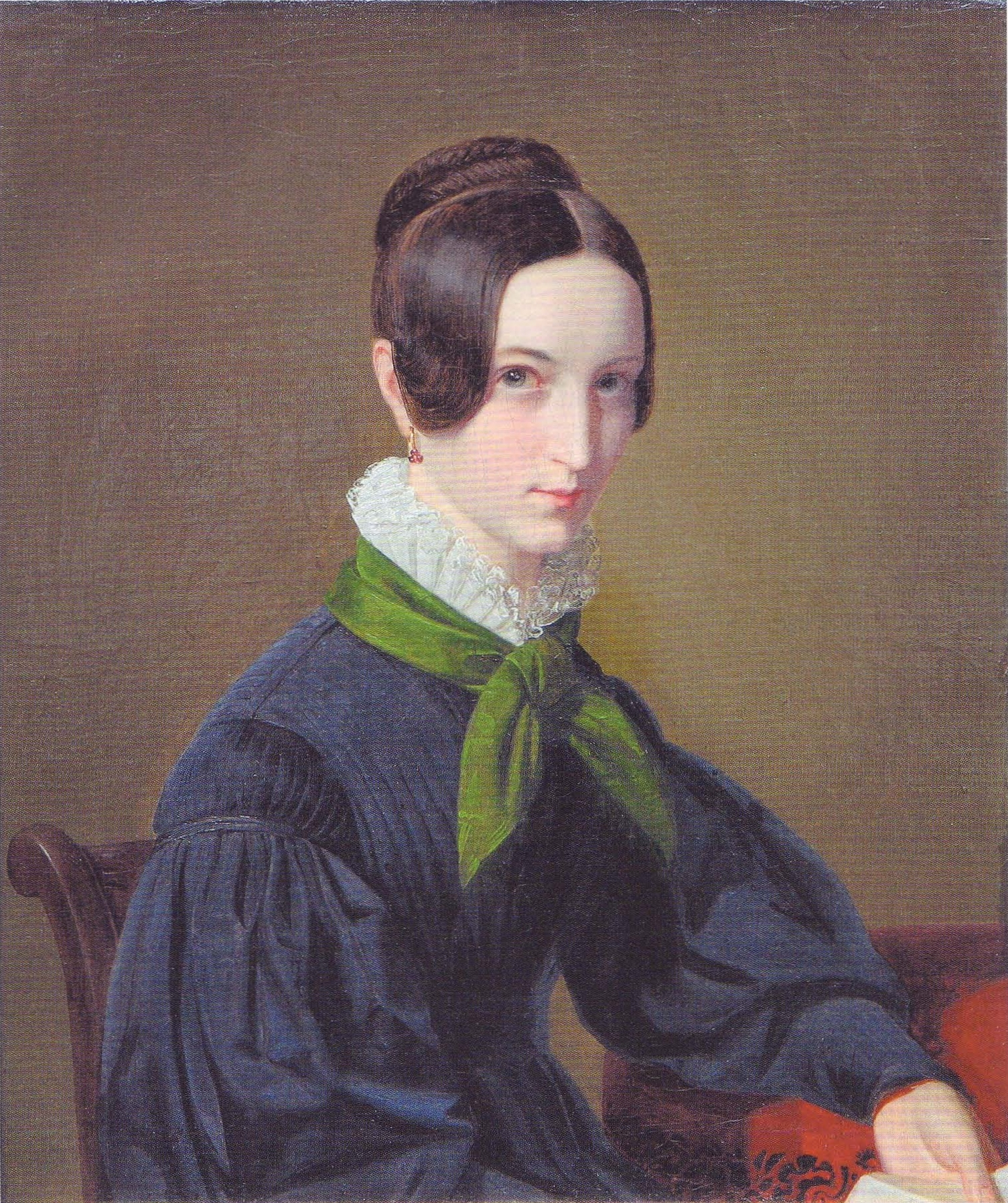
Therese Staufenau geb. Gauß.

Therese Staufenau geb. Gauß (* 9. Juni 1816 in Göttingen; † 11. Februar 1864 in Dresden) war die jüngste Tochter des Mathematikers, Astronomen und Physikers Carl Friedrich Gauß. Nach dem Tod ihrer Mutter 1831 widmete sie ihr Leben dem Vater bis zu seinem Tod 1855. Danach heiratete sie den Theatermann Constantin Staufenau, den sie aus Standesgründen zu Lebzeiten ihres Vaters nicht zu heiraten gewagt hatte. Sieben Jahre danach starb sie wie ihre Mutter und ihre Schwester an Schwindsucht.

## Leben

### Herkunft

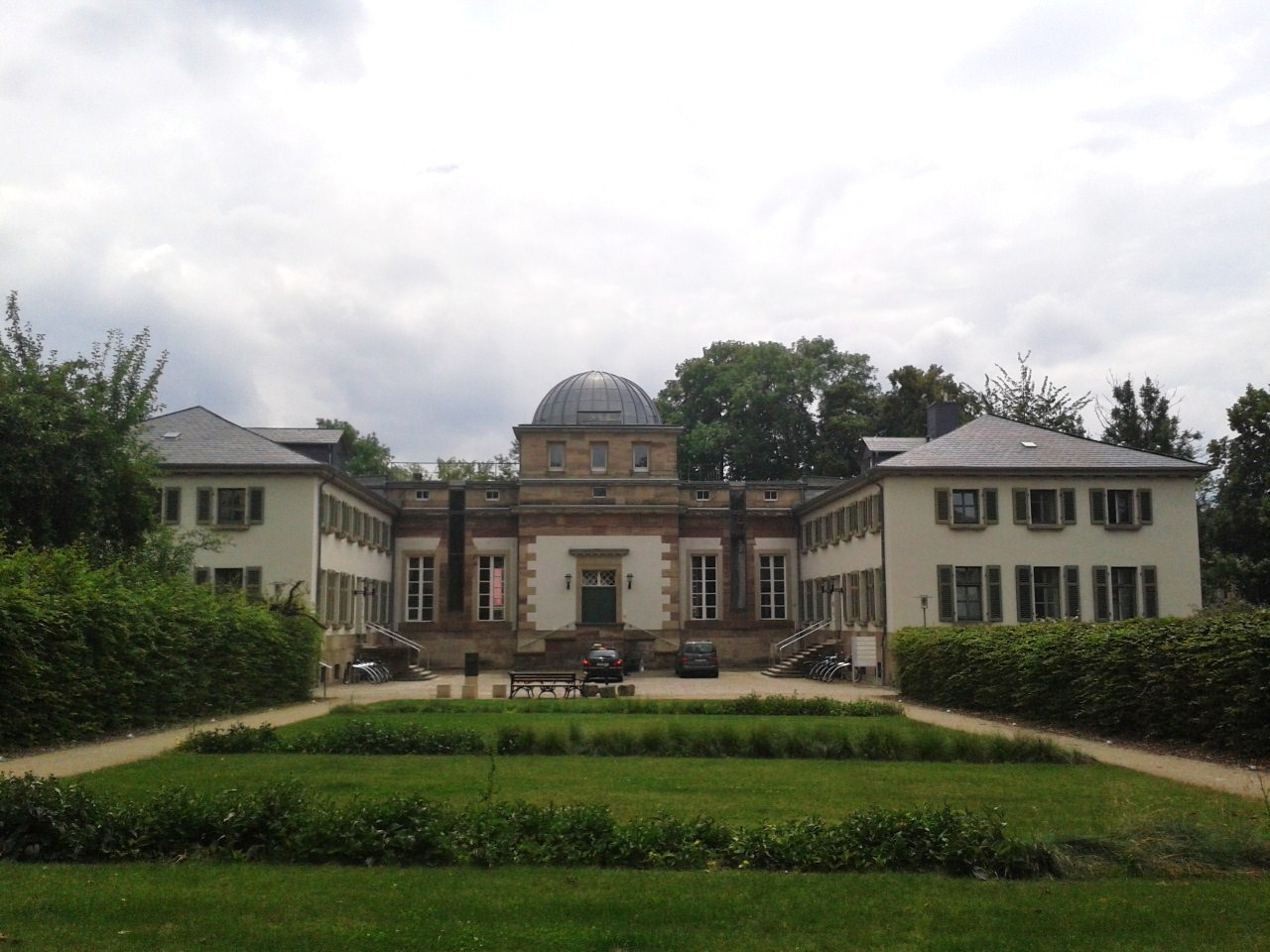
Blick von Norden auf die Sternwarte Göttingen. In dem rechten Flügel wohnte Gauß mit seiner Familie.

Henriette Wilhelmine Caroline Therese Gauß wurde am 9. Juni 1816 in Göttingen geboren. Sie war das sechste Kind des Mathematikers, Astronomen und Physikers Carl Friedrich Gauß und das dritte Kind aus dessen zweiter Ehe mit Minna Waldeck, der Tochter des Professors der Rechtswissenschaften Johann Peter Waldeck und seiner Frau Charlotte Wyneken.
In erster Ehe war Carl Friedrich Gauß von 1805 bis 1809 mit Johanna Osthoff (1780–1809), der Tochter eines Weißgerbermeisters, verheiratet. Aus der Ehe gingen die Kinder Joseph, Minna und ein im Säuglingsalter verstorbener Sohn hervor. Joseph war 10 und Minna 8 Jahre älter als Therese. Sie war das jüngste Kind der Gauß-Familie. Ihre Geschwister aus Gauß’ zweiter Ehe waren die 5 und 3 Jahre älteren Brüder Eugen und Wilhelm. Therese wurde noch in der Wohnung in der Kurzen Straße 15 in Göttingen geboren (→ Foto). Ab Oktober 1816 bewohnte die Familie den Westflügel der neuerbauten  Göttinger Sternwarte, deren Leiter Gauß war.

### Jugend

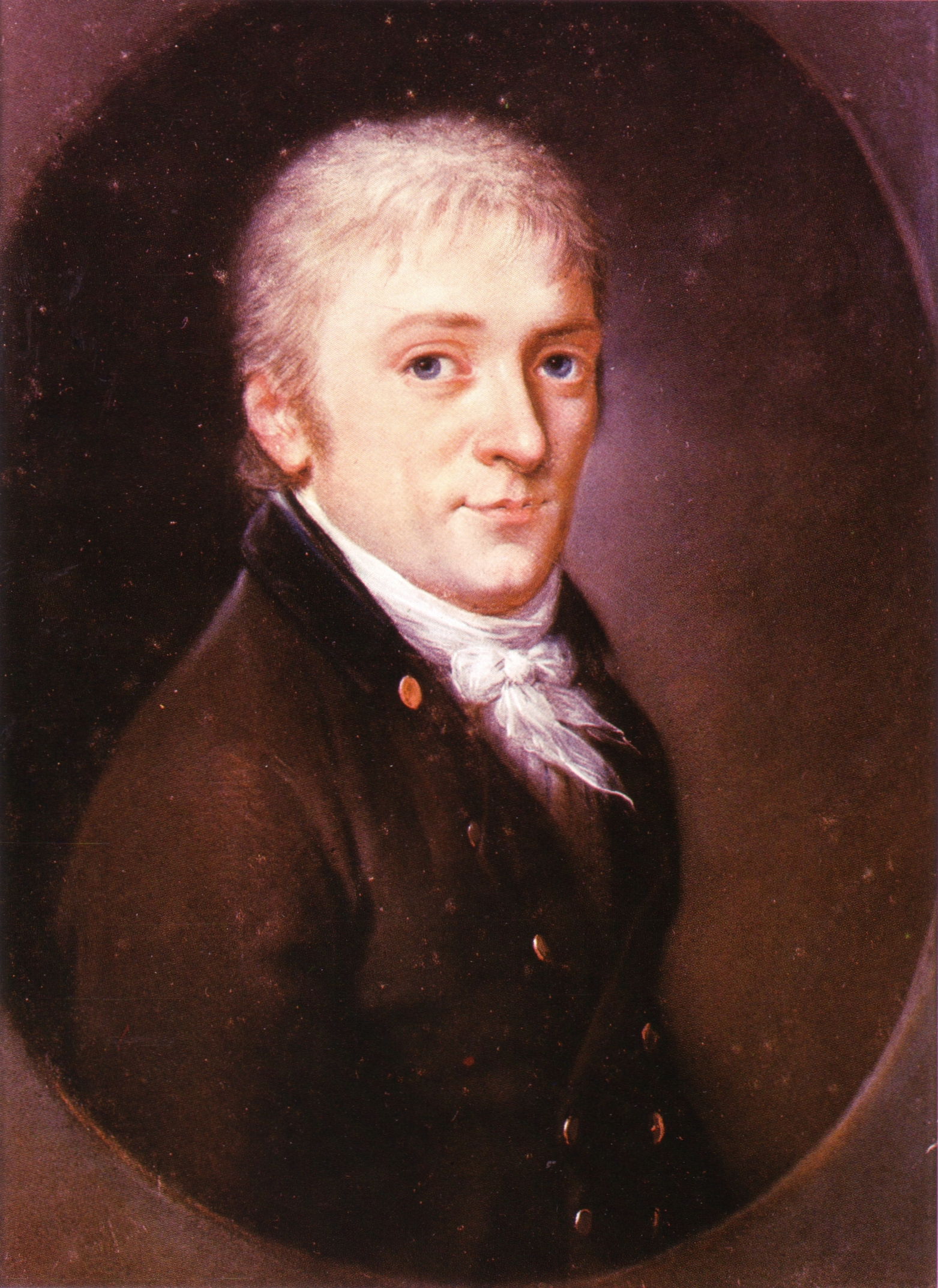
Thereses Vater Carl Friedrich Gauß im Alter von 26 Jahren.

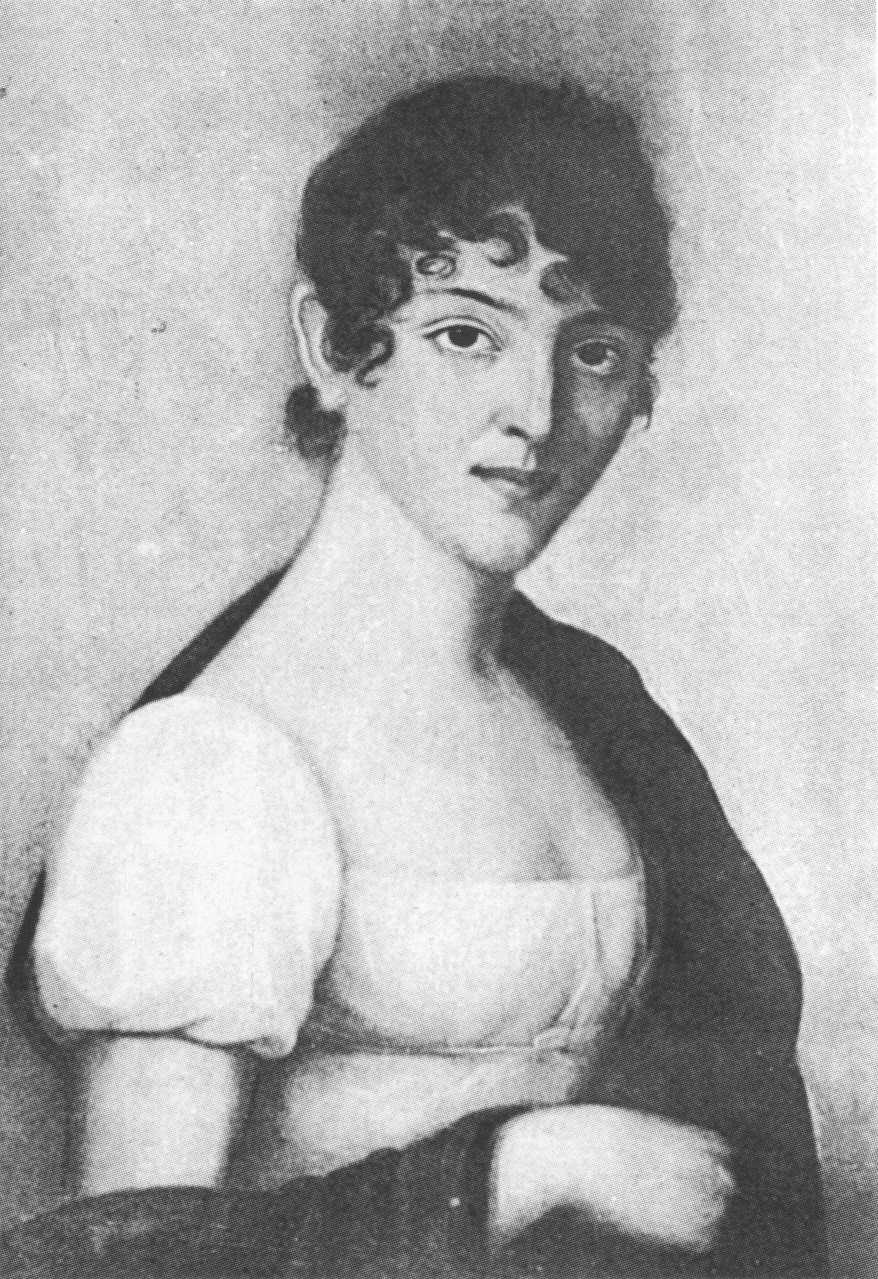
Thereses Mutter Minna Gauß geb. Waldeck.

Therese erhielt ihre Schulbildung wie ihre Schwester Minna durch Privatunterricht. Im Gegensatz zu ihren Brüdern besuchten die Schwestern jedoch nicht das Gymnasium. Thereses Briefe zeugen jedenfalls von einer gediegenen Bildung.
Nach der Geburt ihrer drei Kinder begann Thereses Mutter ab 1818 zu kränkeln. Sie war an Schwindsucht erkrankt, und ab 1824 begann für sie eine Leidenszeit bis zu ihrem Tod 1831. Die lange Krankheit der Hausfrau führte zu einer häuslichen Belastung, unter der Gauß und die gesamte Familie litten. Der Gauß-Forscher Theo Gerardy urteilte über die Kinder von Gauß:
„An den Kindern läßt sich das unterschiedliche seelische Erbe der Mütter ablesen. Josef und Minna, die Kinder Johannas, sind warmherzige, unkomplizierte und lebenstüchtige Naturen. Die Kinder Minnas haben neben vielen Vorzügen auch deutliche Merkmale der mütterlichen Unausgeglichenheit. Eugen ist leichtsinnig, heftig und ungezügelt; Wilhelm ist leicht gekränkt, unüberlegt und uneinsichtig; Therese wirkt eigenartig, verschlossen und exaltiert.“
Da die Mutter durch ihre schwere Krankheit in ihrer Leistungsfähigkeit stark eingeschränkt war, übernahm Thereses 8 Jahre ältere Schwester Minna schon früh die Verantwortung für die jüngere Schwester und die jüngeren Brüder Eugen und Wilhelm.

### Siechtum der Mutter
In den ersten Jahren ihrer Kindheit war Thereses Mutter noch einigermaßen bei Kräften, und die Symptome der Schwindsucht traten noch nicht so deutlich zutage. Ab 1822 – Therese war 6 Jahre alt – wurde die Krankheit immer bedrohlicher. Minna Gauß war oft schwer und bettlägerig krank und durchgehend von schwacher Konstitution.
Während die anderen Kinder den ersten Teil ihrer Kindheit noch mitten in der Stadt verlebten, wurde Therese in der Sternwarte groß. Diese lag damals wie eine Exklave außerhalb der Stadt, so dass Außenkontakte weniger häufig waren. Gauß war in der ersten Hälfte der 1820er Jahre jährlich mehrere Monate auf seinen Gradmessungskampagnen unterwegs, als Ansprechpartner in der Familie blieben die beiden Großmütter oder für die jüngeren Geschwister die beiden älteren Kinder aus erster Ehe, Joseph und Minna.
1824 begab sich Minna Gauß nach Bad Ems zu einer Kur, in Begleitung ihrer Mutter und der beiden jüngsten Kinder Wilhelm und Therese. Das Ergebnis der Kur war niederschmetternd, und die beiden Kinder mussten mitansehen, wie alle Hoffnungen ihrer Mutter zunichte wurden. Eine weitere Kur der Mutter in Baden-Baden 1825, zu der sie Gauß und die älteste Tochter Minna begleiteten, war ebenso erfolglos.

### 1830er Jahre

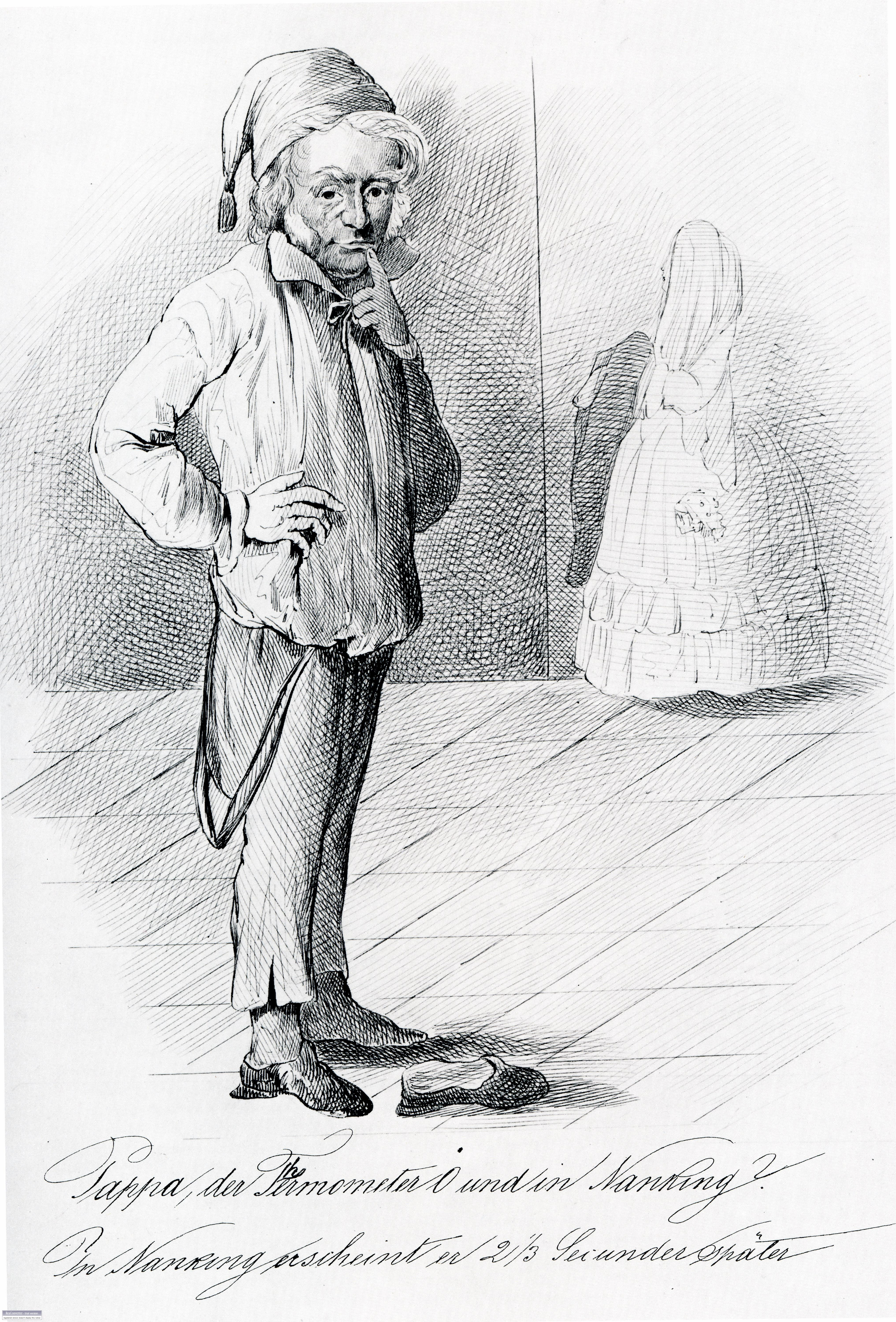
Gauß und seine Tochter Therese, Karikatur von Eduard Ritmüller.

Das Jahr 1830 war durch zwei einschneidende Ereignisse in der Gaußfamilie gekennzeichnet. Thereses Bruder Eugen überwarf sich wegen seines „liederlichen Studentenlebens“ mit seinen Eltern und wanderte nach Amerika aus. Zur gleichen Zeit heiratete Thereses Schwester Minna den Bibelwissenschaftler und Orientalisten Heinrich Ewald.
Zu Beginn der 1830er Jahre stellten sich auch bei Therese Symptome der Schwindsucht ein, vor allem ein „böser Husten“. 1831 verstarb Minna Gauß nach einem Jahrzehnt des Leidens. Nach Minna Ewalds Heirat und ihrem Fortzug aus der Sternwarte übernahm die 15-jährige Therese die Leitung des Haushalts, der nur noch aus ihrem Vater und dessen alter Mutter, ihr selbst und einem Dienstmädchen bestand. Das enge und einsame Verhältnis zwischen Vater und Tochter bahnte sich an, und die Tochter widmete die nächsten 25 Jahre ihres Lebens dem großen Gelehrten. Da die Ewalds in der Nähe der Sternwarte wohnten, konnten sich die beiden unzertrennlichen Schwestern Therese und Minna auch nach Minnas Eheschließung treffen, wenn sie nicht zu krank und schwach waren, sich gegenseitig zu besuchen.
Eine Kur in Bad Ems mit ihrer Schwester Minna Ewald 1834 und eine Kur in Bad Kissingen mit ihrer Großmutter Charlotte Waldeck 1838 brachten wie die Kuren ihrer Mutter keinerlei Besserung. 1837 wurde Heinrich Ewald als einer der Göttinger Sieben aus seinem Professorenamt entlassen. Im Mai 1838 zogen die Ewalds nach Tübingen, wo Heinrich Ewald eine neue Stelle an der Universität gefunden hatte. Dadurch verlor Therese auch noch Minna als ihre nächste Ansprechpartnerin. Im Sommer 1838 und 1839 setzte sich Minna noch einmal den Strapazen einer Fahrt von Tübingen nach Göttingen aus. Sie hielt sich dort mehrere Wochen lang zum letzten Mal im Kreis ihrer Lieben auf.

### Unglückliche Liebe

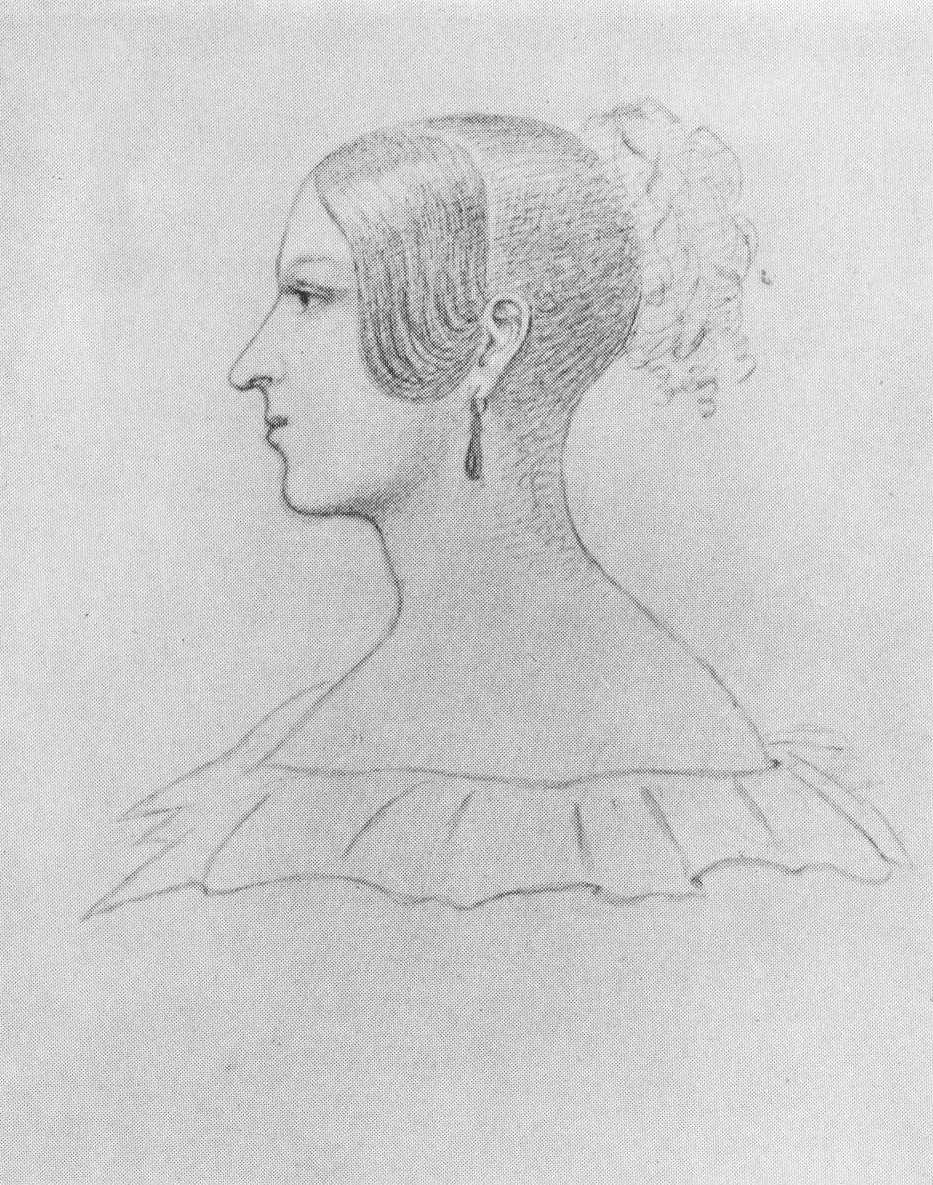
Therese Staufenau, Zeichnung von Benedikt Listing.

1856 schrieb Therese an ihren Bruder Wilhelm nach Missouri:
„In meine frühe Jugend hatte ein erschütternder Schmerz gegriffen. Ich hatte eine warme, jugendlich beglückende Liebe voll seligsten Vertrauens auf Jemand gerichtet, war einige Jahre lang, schon als Du mit Luise in Göttingen warst, unter dem billigenden Vorwissen unserer Großmutter Waldeck mit ihm versprochen, da brach Glück und Glaube zusammen, eine Täuschung, wie ja freilich Tausende sie erfahren.“
Gegen Ende 1839 kam das Gerücht auf, Therese Gauß habe sich verlobt, wie manche munkelten, mit Professor Benedikt Listing, einem Schüler von Gauß. Tatsächlich wurde nicht bekannt, wer der angebliche Verlobte war. Über der Beziehung lag ein dichter Schleier des Geheimnisses, nur die Großmutter war eingeweiht. Diese wollte Therese „von einem Ungeheuer befreien, der sie so getäuscht hatte, und sie nun, um sie loszuwerden, so quälte, so schändlich behandelte“. Therese klagte in einem Brief ihrer Schwester Minna in unklaren Andeutungen ihr Leid. Die schwerkranke Minna schrieb daraufhin ihrer Schwester im Mai 1840 auf dem Krankenbett ihren letzten Brief:
„Was auch Großmutter Dir mag Wehes zugefügt haben, und ob sie die Hoffnung auf einstiges Lebensglück Dir unvorsichtig zertrümmert hat … und was sie auch gefehlt und unrecht getan hat, doch gewiß kein anderer Beweggrund sie geleitet hat, als die innigste Liebe und Sorge um Dich, die Du ja das Liebste bist, das die Arme noch auf dieser Erde hat!“
Als die Beziehung im Frühjahr 1840 zerbrach, gab Therese ihrer Großmutter die Schuld daran. Die Einmischung der Großmutter führte zu einem tiefgreifenden Zerwürfnis. Um sich diesem Missverhältnis zu entziehen, zog die Großmutter im Mai 1840 weg aus Göttingen.
Im Juli 1840 spielte Therese mit dem Gedanken, zu ihrer schwer erkrankten Schwester Minna nach Tübingen zu fahren. Da Frauen nicht allein zu reisen pflegten, bat sie trotz ihres Zerwürfnisses ihre Großmutter brieflich, sie zu begleiten, aber diese war krank und nicht reisefähig. Da gerade ein Bekannter nach Bremen reiste, nutzte sie die Gelegenheit, eine lang geplante Reise zu ihrem Bruder Joseph und seiner Frau in Stade zu unternehmen. Dort erhielt sie die Nachricht von Minnas Tod. Sie hielt sich zwei Monate in Stade auf und kehrte dann in die Sternwarte zurück.

### Lebensabend

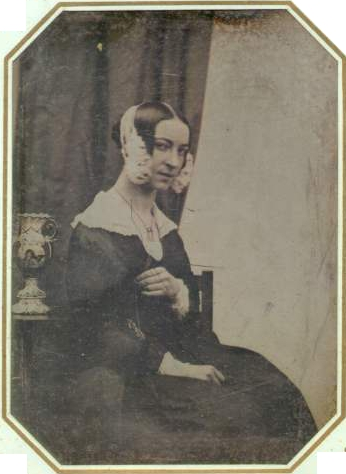
Daguerreotypie von Therese Staufenau in mittleren Jahren.

Nach dem frühen Tod ihrer Mutter 1831 widmete Therese ihr Leben ihrem Vater. Sie erfüllte treu ihre Pflicht, wie es damals von einer Tochter erwartet wurde, und auch Gauß, ganz ein Mann seiner Zeit, schien nicht das Opfer zu erahnen, das ihm seine Tochter brachte. Sie tat es einerseits gern und sie liebte ihren Vater über alles, jedoch infolge des zurückgezogenen Lebens von Gauß, aber wohl auch wegen ihrer eigenen scheuen Veranlagung und ihrer komplizierten Seelenverfassung schwankte sie zwischen stiller Freude und abgrundtiefer Traurigkeit. Niedergebeugt durch eine verlorene Liebe, krank an Herz und Körper, igelte sie sich in ihrer „Häuslichkeit“, wie sie ihr Zuhause gerne nannte, mehr und mehr ein. Ihre teilweise selbstgewählte Isolation in der Sternwarte vor dem Tore Göttingens empfand sie oft als unerträglich, und sie haderte darüber mit dem Schicksal.
Da trat ein Mann in ihr Leben, der sie und ihre Gefühlswelt verstand. Sie sah ihn in 13 Jahren nur wenige Male für ein paar Stunden, aber sie stand mit ihm in einem ununterbrochenen Briefwechsel, der ihr hingebungsvolles Opfer erträglicher machte. Nach dem Tod des Vaters 1855 war sie verzweifelt, weil „Alles zusammengesunken ist, was mir noch ein Gefühl von Heimath und Familie gegeben hat! … Allenthalben bin ich ja fremd und innerlich einsam, nur zu dem Bewußtsein hingedrängt, daß ich Niemand mehr zugehöre!“
In ihrer seelischen Krise zog sie sich für acht Monate zur Kur an den Genfersee zurück, um über ihr weiteres Leben nachzudenken. Ihr Freund Constantin Staufenau war Schauspieler und Regisseur, und die Verbindung einer Professorentochter mit einem Theatermann verstieß gegen ungeschriebene Standesregeln. Als sie darüber nachgrübelte, „ob es recht von mir sein könne traurigen Meinungen einer Welt, die mir mein Leben lang so wenig gewesen ist und noch weniger gegeben hat, das treue warme Freundesherz zu opfern, das mit wechselloser Innigkeit und Hingebung mir unablässig nah gestanden, – ist ein ruhiger fester Entschluß in mir gereift, der mir nach so vielen ertragenen Schmerzen einen, mir ja wohl zu gönnenden Frieden verspricht!“ Und so traf sie trotz aller zu erwartenden Anfeindungen nach langen Seelenqualen eine mutige Entscheidung gegen eine Welt voll Unverständnis.

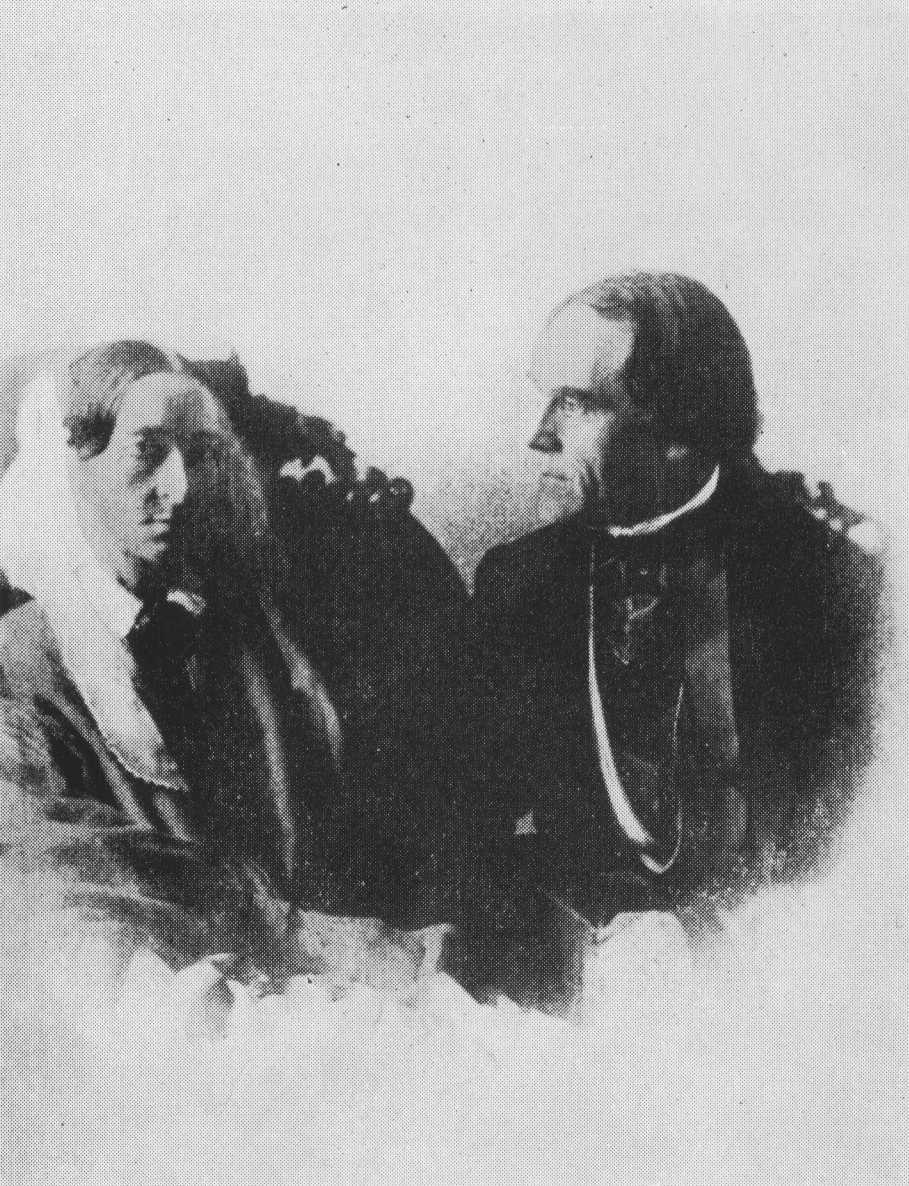
Daguerreotypie von Therese und Constantin Staufenau, 1863.

Anderthalb Jahre nach Gauß’ Tod gab sie 1856 Constantin Staufenau das Jawort. Das Ehepaar zog im September 1856 nach Dresden und mietete in der Waisenhausstraße 27 eine Wohnung, die sie um Ostern 1859 gegen ein eigenes Haus in der Carolastraße 11 vertauschten. Therese war dank des elterlichen Erbes eine reiche Frau, aber auch Staufenau verfügte über ein kleines Vermögen. Das Ehepaar genoss in den wenigen Jahren, die Therese noch vergönnt waren, ein stilles Glück. „Liebevoll von ihrem Gatten betreut, umgeben von Göttinger Erinnerungsstücken, versuchte sie ein zweites Leben“. Nach dem Bericht ihres Manns war Therese in den letzten Jahren ihres Lebens sehr leidend, diese Leiden steigerten sich aber im letzten Lebensjahr zu einem Martyrium:
„In ihrem gequälten Körper scheinen sich ganz die namenlosen, jahrelangen Leiden ihrer Mutter sowie die Herzkrankheit mit Wassersucht des Vaters vereinigt ausgebildet zu haben! – Seit einem Vierteljahr kann sie nur leise flüsternd und auch das kaum noch, sprechen, – jeder Tropfen Speisung, jedes geflüsterte Wort, jede Bewegung ruft die unsäglichsten Schmerzen hervor, – dabei kann sie nicht liegen, und dennoch meint der Arzt, seien diese furchtbaren Leiden, wie sie in solcher Vereinigung ihm noch nie vorgekommen, nicht Bedingung schnellen Sterbens, sondern könnten unberechenbar sich ausdehnen!“
Bei der Heirat war Therese 40 Jahre alt, ihr Mann 47 Jahre. Die Ehe blieb kinderlos. Therese Staufenau starb am 11. Februar 1864 in Dresden im Alter von fast 48 Jahren an Schwindsucht. Ihr Ehemann überlebte sie um 22 Jahre. 1865 heiratete er in zweiter Ehe die Arzttochter Johanna Horack, auch diese Ehe blieb kinderlos. Constantin Staufenau starb am 14. November 1886 in Dresden im Alter von 77 Jahren.

## Elterliches Erbe
Thereses Mutter Minna Gauß setzte in ihrem Todesjahr am 20. Januar 1831 ihr Testament auf. Therese sollte „das sehr bedeutende Silberzeug“ und alle Wäsche und Kleidung erhalten. Das Vermögen von etwa 9000 Reichstalern, das sie Therese hinterließ, wurde ihr erst nach dem Tod des Vaters zusammen mit dem väterlichen Erbe ausgezahlt, zwischenzeitlich erhielt sie die Zinsen des Kapitals als Taschengeld.
Gauß war der bestverdienende Professor der Universität Göttingen. Er legte sein Geld in Staatsanleihen und Darlehen an und verwandte sein mathematisches Genie und seine hohe Sachkenntnis dazu, sein Vermögen beständig zu vermehren. Auf Grund seiner ärmlichen Herkunft litt Gauß unter der ständigen Furcht, alles zu verlieren und urplötzlich ohne Vermögen dazustehen. Seine Kinder bekamen seinen Geiz oft peinlich zu spüren in einer Zeit, in der sie der väterlichen Unterstützung bedurft hätten.
Bei seinem Tod war Gauß nach heutigen Verhältnissen mehrfacher Euromillionär, wenn man die Wertansätze der Deutschen Bundesbank zugrunde legt. Die Gauß-Forscherin Martha Küssner befand,
„daß das Genie Gauß am Ende seines Lebens dem Geld gegenüber keine andere Einstellung hatte als ein alter niedersächsischer Kleinbauer, der für seine Kinder möglichst viele Thaler im Bett versteckte“.
Gauß setzte Ende 1854 eine testamentarische Verfügung auf „in Erwägung meines vorgerückten Alters und des fortwährenden Zunehmens der damit verbundenen Beschwerden an Zahl, Stärke und Hartnäckigkeit“. Er benannte als Erben seine vier noch lebenden Kinder mit ihren jeweiligen Adressen, darunter „Therese als meine treue Pflegerin fortwährend bei mir“. Als Entschädigung für den verspäteten Genuss ihres mütterlichen Erbes vermachte er Therese das ganze Mobiliar einschließlich Weiß- und Silberzeug und „sämmtliche Bücher, die sich in der obern Etage aufbewahrt finden, zumal da ein großer Theil in Geschenken besteht, die ich Theresen gemacht habe und die folglich an sich schon ihr Eigenthum sind“. Alles übrige sollte zu gleichen Teilen unter den Kindern aufgeteilt werden.
Die Ausführung der Teilung hatte Gauß seinem ältesten Sohn Joseph übertragen. 1857 übersandte dieser seiner Schwester die ihr zustehenden Wertpapiere nach Dresden. Der Wert ihres väterlichen Erbes belief sich einschließlich des mütterlichen Anteils auf fast 47.000 Reichstaler, dies entspricht nach dem Wertansatz der Deutschen Bundesbank einem Betrag von über 1,3 Millionen Euro.